# Rudolf Giel von Glattburg
Rudolf Giel von Glattburg (* um 1420; † wohl 1501) war ein St. Galler Hofmeister und Erbkämmerer. Er war Vater des Fürstabts Gotthard Giel von Glattburg und gilt als «eine der bedeutendsten Persönlichkeiten seiner Zeit in der Ostschweiz».

## Leben und Wirken
Rudolf Giel von Glattburg wurde 1431 erstmals als «unmündiges Kind» erwähnt. Er entstammte einem alten Ministerialengeschlecht der Fürstabtei St. Gallen. Margareta von Griessen wurde seine Ehefrau. Zu den Kindern gehörten neben Gotthard, Amalia, die von 1507 bis 1532 Äbtissin in Kloster Magdenau war, die Nonne Johanna im selben Kloster und die Söhne Peter, Johann sowie Rudolf. Im Jahr 1468 wurde Giel Schultheiss von Wil.
Giel war von 1474 bis 1476 der erste urkundlich überlieferte «Hofmeister» des Klosters St. Gallen. Als Erbkämmerer der Fürstabtei stand er an erster Stelle der Ministerialen. Er galt als «guter Verwalter» und war Vertrauensmann und Gesinnungsgenosse von Abt Ulrich Rösch.
Giel hatte zu den Eidgenossen zunächst ein gutes Verhältnis. So nahm er 1474 am Zug nach Héricourt teil. Als sich das Verhältnis deutlich verschlechterte, verlegte Giel um 1480 seinen Wohnsitz und seine Haupttätigkeit ins Elsass.
Im März 1491 wurde Gotthard Giel zum Nachfolger von Abt Ulrich gewählt. Sein Vater kehrte vorübergehend in die Dienste der Fürstabtei zurück und wurde von Abt Gotthard mit der Herrschaft Wängi im Thurgau ausgestattet. Von 1494 bis 1497 war Giel Statthalter in Wil. Da Gotthard auch seine drei Brüder mit fürstäbtlichen Lehen versorgt hatte, stellte der Konvent bei der folgenden Wahl Regeln gegen den Nepotismus der Äbte auf.

## Belege
1. 1 2 3 4 5 6 7  Lorenz Hollenstein: Rudolf Giel von Glattburg. In: Historisches Lexikon der Schweiz.  11. Dezember 2006.
2. 1 2 3  Abt Gotthard Giel von Glattburg (1491–1504). wilnet.ch, abgerufen am 9. Juli 2023.

| Personendaten    | Personendaten                           |
| ---------------- | --------------------------------------- |
| NAME             | Giel von Glattburg, Rudolf              |
| ALTERNATIVNAMEN  | Giel, Rudolf                            |
| KURZBESCHREIBUNG | Sankt Galler Hofmeister und Erbkämmerer |
| GEBURTSDATUM     | um 1420                                 |
| STERBEDATUM      | unsicher: 1501                          |